# Promilhanes
Promilhanes é uma comuna francesa na região administrativa de Occitânia, no departamento de Lot. Estende-se por uma área de 14,55 km². Em 2010 a comuna tinha 228 habitantes (densidade: 15,7 hab./km²).